# Chris Gadi
Chris Gadi est un footballeur français, né le 9 avril 1992 à Ris-Orangis. Il évolue actuellement au poste d'attaquant au Al-Mujazzal Club (en) en Arabie Saoudite.
Formé à l'Olympique de Marseille, il joue ensuite à l'US Boulogne avant de rejoindre le championnat bulgare.

## Biographie
Chris Gadi grandit à Grigny où il joue pour le club de la ville, avant de rejoindre le club de Linas-Montlhéry à 13 ans, puis celui de la ville de Viry-Châtillon l'année suivante. De nombreux clubs de Ligue 1 suivent alors de près le joueur qui choisit de rejoindre le centre de formation de l'Olympique de Marseille à l’âge de 15 ans,. En 2009, il est appelé en équipe de France des moins de 18 ans où il joue quatre matchs amicaux.
Il participe aux stages de préparation de l'Olympique de Marseille lors de l'intersaison 2011. Il dispute deux matchs amicaux et inscrit son premier but sur un enchaînement contrôle de la poitrine – frappe du droit à la 49e minute du match contre L'Udinese en juillet. Il fait également partie du groupe qui remporte le Trophée des champions 2011 le 27 juillet.
Le 17 décembre, Gadi dispute son premier match avec l'équipe professionnelle lors de la 18e journée de Ligue 1. Didier Deschamps décide de le faire entrer à la place de Jordan Ayew, à la 86e minute du match opposant l'OM au FC Lorient. Il prendra part à trois matchs de Ligue 1, un match de Coupe de France et un match de Coupe de la Ligue cette saison.
Lors de la saison 2012-2013, il est prêté sans option d'achat à l'US Boulogne qui évolue en troisième division.
En fin de contrat en 2013, il s'engage avec le club bulgare du Lokomotiv Plovdiv avec lequel il joue vingt-et-un matchs de championnat, marquant quatre buts. Il joue aussi sept matchs de Coupe de Bulgarie pour 3 buts marqués. En cours de la saison la sélection de la RD Congo s’intéresse à Chris.
Il rejoint ensuite les rangs du PFK Beroe Stara Zagora, qui termine deuxième du championnat 2014-2015 ; il joue seize rencontres de championnat pour deux buts inscrits, ainsi que trois matchs de coupe.

## Statistiques
Le tableau ci-dessous retrace la carrière de Chris Gadi depuis ses débuts :
| Saison                | Club                   | Championnat           | Championnat | Championnat | Coupe nationale | Coupe nationale | Coupe de la Ligue | Coupe de la Ligue | Compétition(s) continentale(s) | Compétition(s) continentale(s) | Compétition(s) continentale(s) | Total | Total |
| Saison                | Club                   | Division              | M.          | B.          | M.              | B.              | M.                | B.                | Comp.                          | M.                             | B.                             | M.    | B.    |
| 2011-2012             | Olympique de Marseille | 1                     | 3           | 0           | 1               | 0               | 1                 | 0                 | C1                             | -                              | -                              | 5     | 0     |
| 2012-2013             | US Boulogne CO         | 3                     | 19          | 6           | 3               | 0               | -                 | -                 | -                              | -                              | -                              | 22    | 6     |
| 2013-2014             | Lokomotiv Plovdiv      | 1                     | 21          | 4           | 7               | 3               | -                 | -                 | -                              | -                              | -                              | 28    | 7     |
| 2014-2015             | PFK Beroe Stara Zagora | 1                     | 16          | 2           | 3               | 0               | -                 | -                 | -                              | -                              | -                              | 19    | 2     |
| Total sur la carrière | Total sur la carrière  | Total sur la carrière | 59          | 12          | 14              | 3               | 1                 | 0                 | -                              | -                              | -                              | 74    | 15    |

## Palmarès
Il remporte le Trophée des champions en 2011 avec l'Olympique de Marseille.
Chris Gadi est vice-champion de Bulgarie 2015 avec le PFK Beroe Stara Zagora.